# Jack O'Neill (entrepreneur)
Pour les articles homonymes, voir Jack O'Neill et O'Neill.
Jack O'Neill, né le 27 mars 1923 à Denver et mort le 2 juin 2017 à Santa Cruz, est un inventeur américain, pionnier du monde du surf, connu pour avoir perfectionné et popularisé les combinaisons en Néoprène qui permettent aux surfeurs et aux plongeurs de rester plus longtemps dans l’eau froide.
Il est aussi le fondateur de la marque qui porte son nom, entreprise d'articles de sports nautiques.

## Biographie

### Enfance
Jack O'Neill naît à Denver (Colorado), mais grandit à Portland (Oregon) puis dans le sud de la Californie. C'est là qu'il découvre le surf à la fin des années 1930. Durant la Seconde Guerre mondiale, il est pilote dans les forces aériennes. En 1949, il déménage à San Francisco et est diplômé en arts libérales à l'université d’État de Californie.

### Carrière
Au début des années 1950, Jack O'Neill commence à expérimenter des combinaisons de natation pour surfer dans le nord de la Californie, littoral qui présente des spots intéressants pour le surf mais où l'eau est trop froide pour cette pratique. Il a l'intuition de délaisser la mousse de caoutchouc au profit du Néoprène qui est bien plus léger et plus flexible.
En 1952, il ouvre à San Francisco dans un garage situé sur le littoral face à son spot favori, une première boutique dédié au surf, le Surf Shop où il vend notamment sa combinaison en Néoprène, avec le slogan « que c'est toujours l'été à l’intérieur ! ». C'est le début d'une marque qui porte son nom. Véritable génie du marketing, pour promouvoir et démontrer l'efficacité de sa nouvelle combinaison, il n'hésite pas à la faire enfiler à ses propres enfants, puis à les plonger dans des bains de glaces lors d'exhibitions publicitaires.
Il ouvre une seconde boutique à Santa Cruz où il s'installe avec toute sa famille.
En 1971, il est un des premiers accidentés par un leash (laisse) de surf, qui venait juste d'être mis au point par son fils Pat O'Neill. À la suite de cet accident, il perd son œil gauche, et porte désormais un bandeau. Avec ce bandeau et sa barbe bien fournie, il arbore un air de pirate caractéristique qui contribua à sa renommée. 
En 1973 sa femme Marjorie Bennett avec qui ils ont eu six enfants décède. 
Dans les années 1980, sa marque O'Neill devient prospère et se développe à l'international. En 1985, il cède la direction à son fils Pat, ne conservant plus qu'un rôle de président du conseil d'administration. Il consacre alors son temps à une école pour enfants dyslexiques (il était affecté de dyslexie) et à militer pour la préservation du grand requin blanc. 
En décembre 1996, il fonde l'association écologiste O'Neill Sea Odyssey (en) pour sensibiliser la relation entre l'environnement et la mer. Il accueille à bord d'un catamaran de 65 pieds des classes de découvertes pour des croisières d'initiation écologique de la baie de Monterey. Il confia à l'Associated Press que selon lui « Sans aucun doute dans mon esprit,  la O'Neill Sea Odyssey est la meilleure chose que j'ai faite. »
Il meurt le 2 juin 2017 des suites d'une insuffisance cardiaque.